# کاستوری رانگا آیینگار
کاستوری رانگا آیینگار (متولد ۱۸۵۹ و درگذشت ۱۹۲۳) وکیل و فعال استقلال هند بود. وی پس از اتمام تحصیلات خود، به کویمباتور نقل مکان کرد تا به عنوان وکیل فعالیت کند. او یک وکیل هندی، فعال استقلال طلب هندی و همچنین سیاستمدار و روزنامه‌نگار بود که از سال ۱۹۰۵ تا زمان مرگش در سال ۱۹۲۳ به عنوان یک هندو خدمت کرد. او سردبیر هندو شد و صدای قدرتمند آرزوهای مردم شد.

## اصل و نسب و خانواده
برادر بزرگ او، دیوان بهادر سرینیواسا راغواییانگر، به عنوان بازرس کل ثبت در ریاست جمهوری خدمت کرد. سرینیواسا راغواییانگر در سال ۱۸۹۳ یادداشت پیشرفت ریاست جمهوری در طول چهل سال گذشته دولت بریتانیا را برای رد اتهامات استثمار اقتصادی توسط ملی گرایان نوشت. او با آکادمی موسیقی مدرس مرتبط بود. آکادمی موسیقی به یاد کاستوری رنگا آیینگار جایزه اعطا می‌کند.

## مرگ
کاستوری رنگا آیینگر در ۱۲ دسامبر ۱۹۲۳، سه روز قبل از تولدس در سن ۶۴ سالگی درگذشت.